# Clavier
Clavier är en kommun i Belgien.   Den ligger i provinsen Liège och regionen Vallonien, i den sydöstra delen av landet, 90 km sydost om huvudstaden Bryssel. Antalet invånare är 4 400. Clavier gränsar till Durbuy.
Omgivningarna runt Clavier är en mosaik av jordbruksmark och naturlig växtlighet. Runt Clavier är det ganska tätbefolkat, med 65 invånare per kvadratkilometer.